# 리비아 아랍 에어 카고
리비아 아랍 에어 카고(영어: Libyan Arab Air Cargo)는 리비아의 화물 항공사로 본사는 리비아 트리폴리에 위치해 있으며 1979년에 설립했다. 사용하고 있는 허브 공항으로 트리폴리 국제공항이 있다.

## 보유 기종
- 2019년 7월 기준으로 리비아 아랍 에어 카고는 다음과 같은 기종을 보유하고 있다.

- 일류신 Il-76 1대

## 같이 보기
- 리비아 항공
- 아프리키야 항공